# Сент-Андре-дез-О (Атлантическая Луара)
Сент-Андре-дез-О (фр. Saint-André-des-Eaux) — коммуна на западе Франции, находится в регионе Пеи-де-ла-Луар, департамент Атлантическая Луара, округ Сен-Назер, кантон Ла-Боль-Эскублак. Расположена в 68 км к западу от Нанта и в 64 км к юго-востоку от Вана, в 14 км от национальной автомагистрали N171. Северную часть территории коммуны занимает обширное болото Гран-Бриер.
Население (2017) — 6 473 человека.

## Достопримечательности
- Церковь Святого Андрея 1878 года
- Мегалиты Пьер де Куак и Пьер Давид

## Экономика
Структура занятости населения:
- сельское хозяйство — 2,8 %
- промышленность — 27,0 %
- строительство — 9,9 %
- торговля, транспорт и сфера услуг — 30,8 %
- государственные и муниципальные службы — 29,5 %

Уровень безработицы (2017 год) — 8,9 % (Франция в целом — 13,4 %, департамент Атлантическая Луара — 11,6 %). 

Среднегодовой доход на 1 человека, евро (2017 год) — 23 930 (Франция в целом — 21 110, департамент Атлантическая Луара — 21 910).

## Демография
Динамика численности населения, чел.

## Администрация
Пост мэра Сент-Андре-дез-О с 2020 года занимает Катрин Лёнгар (Catherine Lungart). На муниципальных выборах 2020 года возглавляемый ею центристский блок победил в 1-м туре, получив 59,98 % голосов.
| Период | Период | Фамилия       | Партия           | Примечания                             |
| ------ | ------ | ------------- | ---------------- | -------------------------------------- |
| 1983   | 2014   | Ален Дон      |                  | подрядчик                              |
| 2014   | 2020   | Жером Доллан  | Разные правые    | инженер судоверфи Шантье де л’Атлантик |
| 2020   |        | Катрин Лёнгар | Разные центристы |                                        |